# إتش تي سي فيرست
إتش تي سي فيرست (بالإنجليزية: HTC First)‏ هو هاتف ذكيّ يعملُ بنظام أندرويد صدر من شركة إتش تي سي في الثاني عشر من نيسان/أبريل 2013 بعدما كان قد كُشف النقاب عنه في الرابع من نيسان/أبريل من نفس العام كجزءٍ من حدثٍ صحفيّ عقدته شركة فيسبوك. نظرًا لكون هذا الهاتف خليفةً لزوجٍ من الأجهزة المُوجّهة نحو فيسبوك والتي صدرت عام 2011، فقد كان إتش تي سي فيرست أول جهازٍ يعملُ بنظام أندرويد يتمُّ تحميله مسبقًا بواجهة مستخدم فيسبوك الخاصة والمُسمَّاة فيسبوك هوم (بالإنجليزية: Facebook Home)‏ بدلاً من واجهة مستخدم شركة إتش تي سي التي تُدعى إتش تي سي سانس (بالإنجليزية: HTC Sense)‏.
اعتُبر هذا الهاتف من قِبل بعض النقاد هاتفًا من الفئة المتوسّطة في فئة الهواتف التي تعتمدُ على أندرويد كنظام تشغيل، ومع ذلك فقد تعرض الهاتف لانتقاداتٍ بسببِ جودة الكاميرا السيّئة نوعًا ما وعدم دعمه لبطاقات الذاكرة الخارجيّة عدى عن اعتماده على واجهة فيسبوك هوم التي انتُقدت هي الأخرى. أفادت في هذا السياق بعضُ التقارير أن شركة إيه تي آند تي – وهي الشركة المُوزِّعة لمنتوجات شركة فيرست في الولايات المتحدة – باعت حوالي 15,000 وحدة من الجهاز تقريبًا بينما صنّفت كلٌ من ريد رايت (بالإنجليزية: ReadWrite)‏ – وهي مدونةٌ مهتمّةٌ بعالم الإلكترونيات – ومجلة تايم (بالإنجليزية: Time)‏ الجهاز ضمنَ أكبر الإخفاقات في عالم التكنولوجيا لعام 2013.

## التطوير
أصدرت شركة إتش تي سي في حزيران/يونيو من عام 2011 هاتفين ذكيين منخفضي التكلفة يُوفّران التكامل مع منصّة فيسبوك. الهاتفانِ هما إتش تي سي تشاتشا المُجهز بلوحة مفاتيح كبيرة نوعًا ما، وإتش تي سي سالسا الذي يحتوي على لوحة مفاتيح داخليّة. كان تطبيقُ فيسبوك مثبتًا مسبقًا مع باقي تطبيقات المصنع، إلى جانب اعتمادِ الهاتف على واجهة فيسبوك وتكاملها مع واجهة إتش تي سي سانس وهو ما وفَّر وصولًا سريعًا وسلسًا لباقي التطبيقات وعلى رأسها تطبيق فيسبوك. أيَّد مؤسس فيسبوك مارك زوكربيرج الجهازَين في بيانٍ مسجلٍ مسبقًا وذلك أثناء إزاحة الستار عنهما ووعد بإمكانيّة تطوير وتوزيع المزيد ممَّا وصفها «هواتف فيسبوك» في المستقبل القريب. بدأت في وقتٍ لاحقٍ من ذلك العام ظهور تفاصيل هذه الشراكة والتعاون بين شركتي فيسبوك وإتش تي سي.
سُرّبت مواصفات الهاتف لأول مرة من قبل أحد مستخدمي إتش تي سي إنسايدر في نهاية عام 2012 والذي ادعى أن الجهاز يُدعى أُوبِرَا يُو إلْ (بالإنجليزية: Opera UL)‏ بشاشة 1280 × 720 ومعالج رسومي أردينو 305 (بالإنجليزية: Adreno 305)‏ مع نظام وحدة المعالجة المركزية سناب دراغون 1.4 جيجاهرتز (بالإنجليزية: Snapdragon 1.4Ghz)‏ وقد كانت غالبيّة هذه المواصفات صحيحة حين التأكّد منها عقب إصدار الجهاز فعليًا. أشارت بعضُ التقارير في أوائل عام 2013 إلى أنَّ إتش تي سي كانت تستعدُّ للكشف عن هاتف ذكي موجه نحو فيسبوك يحملُ الاسم الرمزي المُنَقَّح ميست (بالإنجليزية: Myst)‏، وبحسب ما ورد فقد تمَّ تحميل هذا الجهاز مسبقًا بطبقة واجهة مستخدم جديدة مطورة على فيسبوك تُعرف باسم فيسبوك هوم (بالإنجليزية: Facebook Home)‏. سُرّبت عروض الجهاز الجديد في الثالث من نيسان/أبريل 2013 كاشفةً عن تصميم الهاتف واسمه الرسمي إتش تي سي فيرست (بالإنجليزية: HTC First)‏، قبل أن يُكشف النقاب رسميًا عن الهاتف في مؤتمرٍ صحفيّ عقدتهُ شركتي فيسبوك وإتش تي سي في اليوم الموالي. جديرٌ بالذكر هنا أنه تمَّ اختيار شركة إيه تي آند تي لتوزيعِ الجهاز حصريًا في الولايات المتحدة وذلك ابتداءً من الثاني عشر من نيسان/أبريل 2013.

## مواصفات

### العتاد
يُعتبر إتش تي سي فيرست هاتفًا ذكيًا من الفئة المتوسّطة حيثُ يستخدم معالج ثنائي النواة من شركة كوالكوم وهو كوالكوم سناب دراغون 1.4 جيجاهرتز مع دعمِ إل تي آي وبطارية 2000 مللي أمبير مع ذاكرة وصول عشوائي تصلُ إلى 1 جيجا بايت و16 جيجا بايت كمساحة تخزين لكنها غير قابلة للتوسيع. يستخدمُ الهاتف شاشة سوبر إل سي دي (بالإنجليزية: Super LCD)‏ مقاس 4.3 بوصة بدقة 720 بكسل ويتضمَّنُ كاميرا خلفية بدقة 5 ميجابكسل وكاميرا أمامية بدقة 1.6 ميجابكسل. الجزء الخارجي من إتش تي فيرست مصمَّمٌ بشكلٍ مستديرٍ ومحدودٍ نوعًا ما مع ثلاثة أزرار لمس أسفل شاشته وكان متوفرًا باللون الأسود والأزرق الفاتح والأحمر والأبيض.

### البرمجيات
يعمل إتش تي فيرست بنظام تشغيل أندرويد جيلي بين (4.1.2) وفيسبوك هوم التي هي الواجهة الجديدة المطوَّرة من قِبل فيسبوك والتي تتكاملُ بشكلٍ كبيرٍ مع الخدمة. تتكوّن فيسبوك هوم من شاشة رئيسية وشاشة قفل بديلة تُعرف باسم كوفر فيد (بالإنجليزية: Cover Feed)‏ الذي يجمعُ المحتوى الذي ينشره الأصدقاء على فيسبوك جنبًا إلى جنبٍ مع الإشعارات من التطبيقات الأخرى وهناك أيضًا ميزةُ القدرة على مراسلة المستخدمين عبر فيسبوك أو الرسائل النصيّة من أي تطبيقٍ باستخدام ما يُعرف بالشات هيدز (بالإنجليزية: Chat Heads)‏ التي هي تجربةٌ شاملةٌ موجّهةٌ نحو التفاعل الاجتماعي.
إتش تي فيرست هو أول هاتف ذكي يأتي بتطبيق إنستغرام – المملوك من قِبل شركة فيسبوك هو الآخر – مثبتًا مع باقي تطبيقات المصنع. مع أن واجهة فيسبوك هوم لم تقتصر على هاتف إتش تي فيرست حيثُ ظهرت في طرازات أخرى لشركة إتش تي سي نفسها وفي بعض طرازات هواتف شركة سامسونج ونفس الأمر بالنسبة لميزة شات هيدز التي ظهرت في تطبيق فيسبوك ماسنجر المستقل إلّا أن إتش تي سي فيرست تميّز بخصائص معيّنة على غِرار القدرة على عرض إشعارات بخلاف إشعارات فيسبوك على شاشة القفل وما شابهها من خصائص. في حالة تعطيل فيسبوك هوم، فسيعود الجهاز إلى نظام تشغيل أندرويد 4.1 وعليه فإتش تي سي فيرست هو أول جهاز لإتش تس سي منذ إتش تي سي دزاير زد يعملُ بواجهة أندرويد مخفيّة أو بالأحرى احتياطيّة ولا مترابطة مع إتش تي سي سانس.

## الاستقبال
قُوبل إتش تي سي فيرست بمراجعات مختلطة، حيثُ أعطى ديتر بون (بالإنجليزية: Dieter Bohn)‏ من موقع ذا فيرج (بالإنجليزية: The Verge)‏ الهاتف تقييم 7.9 من أصل 10 مُشيدًا به في كلّ الأمور باستثناء الكاميرا. وصفَ ديتر تصميم الهاتف وحجمه بالمريحين على النقيض من باقي الهواتف العاملة بنظام أندرويد الأكبر حجمًا، كما أشادَ بالشاشة التي تمتازُ على حدّ وصفه بدقتها العالية وإعادة إنتاجها للألوان بشكل جيد. ركّز ديتر بون على نقطة الكاميرا قائلًا إنه توقّع أن تكون أفضل لكنها جاءت أسوء نظرًا لانخفاضِ جودتها مُضيفًا: «شعرتُ وكأنها [كاميرا الهاتف] ارتدادٌ إلى عصرٍ سابقٍ عندما كانت الهواتف الذكية عديمة الفائدة في الظلام.» اعتبر نفس المُراجِع أنّ ما تقدمه واجهة فيسبوك هوم أمرٌ جيّدٌ للمستخدمين العاديين ولكن القدرة على العودة إلى واجهة أندرويد 4.1 شيء مذهل.
أعطى أليكس روث (بالإنجليزية: Alex Roth)‏ من تيك رادار (بالإنجليزية: TechRadar)‏ الهاتف تقييمًا بلغ ثلاث نجوم ونصف من أصل خمسة، حيثُ أشاد بجودة بنائه ونظام التشغيل واعتبر أنه من المحتمل أن يكون «آخر هاتف ثنائي النواة لائق تم تصنيعه على الإطلاق» لكنه انتقد واجهة فيسبوك هوم وانتقد أيضًا جودة الكاميرا المنخفضة وعدم وجود خصائص أخرى كان وجودها سيكون منطقيًا على هاتفٍ موجهٍ بشكلٍ أساسيّ نحو فيسبوك).
ظهرت تقارير في الثالث عشر من أيّار/مايو 2013 تُفيد بأن إيه تي أند تي باعت 15?000 وحدة فقط من جهاز تي سي تي فيرست منذ إصداره رسميًا وكانت تُخطّط لإيقاف توزيع الجهاز استجابةً لسوء استقبال واجهة فيسبوك هوم من كل من المستخدمين وممثلي مبيعات شركة إيه تي أند تي. جاءت التقارير بعد وقت قصير من تخفيض الشركة الموزعة للجهاز في الولايات المتحدة لسعر الهاتف من أجل الترويج له أكثر، ومع ذلك فقد أنكرت شركة إيه تي أند تي إمكانية إيقاف توزيع الجهاز. استجابةً لكل هذه المشكلات، أُجّلت عملية تشغيل بطاقتي إيه إيه وأورونج على هاتف إتش تي سي فيرست إلى أجلٍ غير مسمى حتى تتمكّن فيسبوك من التركيز على إجراء تحسينات على برنامج تشغيلها فيسبوك هوم.
صنّفت مجلة تايم في كانون الأول/ديسمبر 2013 هاتف إتش تي سي فيرست باعتبارهِ واحدًا من أسوء 47 جهازًا صدر عام 2013 فيما أطلقت عليه مدوّنة ريد رايت «واحدًا من أفضل 10 أعطال تقنية» لعام 2013 مشيرة إلى أنه مثل المغنّي كيري أندروود في إعادة إنتاج برنامج صوت الموسيقى الحية! (بالإنجليزية: Sound of Music Live!)‏، وواصلت المدونة شرح فكرتها هذه بالقول: «بدأ الهاتف الذكي إتش تي سي فيرست كمفهومٍ مثيرٍ للاهتمام حيثُ حاول إضفاء شيء مشهور جدًا (فيسبوك)، لكنه ومثل البرنامج التلفزيوني المباشر [تقصدُ المدوَّنة هنا برنامج صوت الموسيقى الحيّة!] انتهى به الأمر إلى كونه كارثة لا يمكن إنكارها.»